# گمینا ماودته
گمینا ماودته (به لهستانی:  Gmina Małdyty) یک گمینا در لهستان است که در شهرستان اوسترودا واقع شده‌است. گمینا ماودته ۱۸۸٫۹۴ کیلومتر مربع مساحت و ۶٬۲۸۱ نفر جمعیت دارد.